# ビエドマ

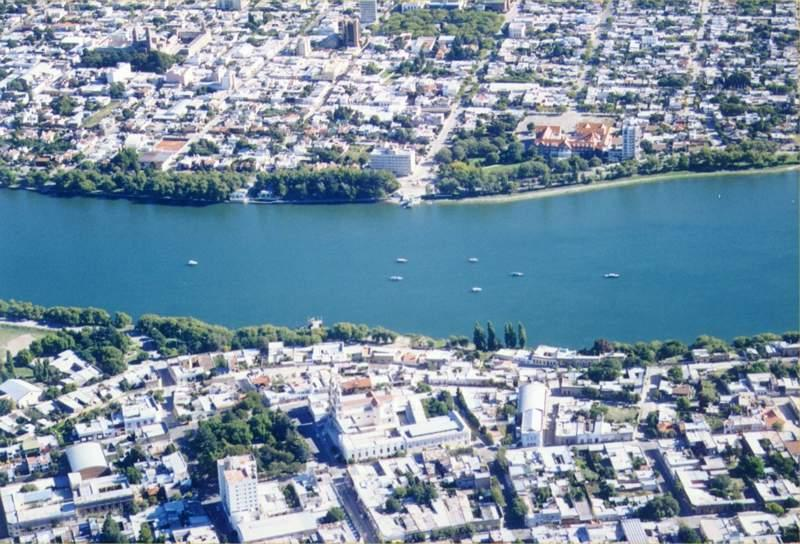
ビエドマ（上）とカルメン・デ・パタゴネスの双子都市

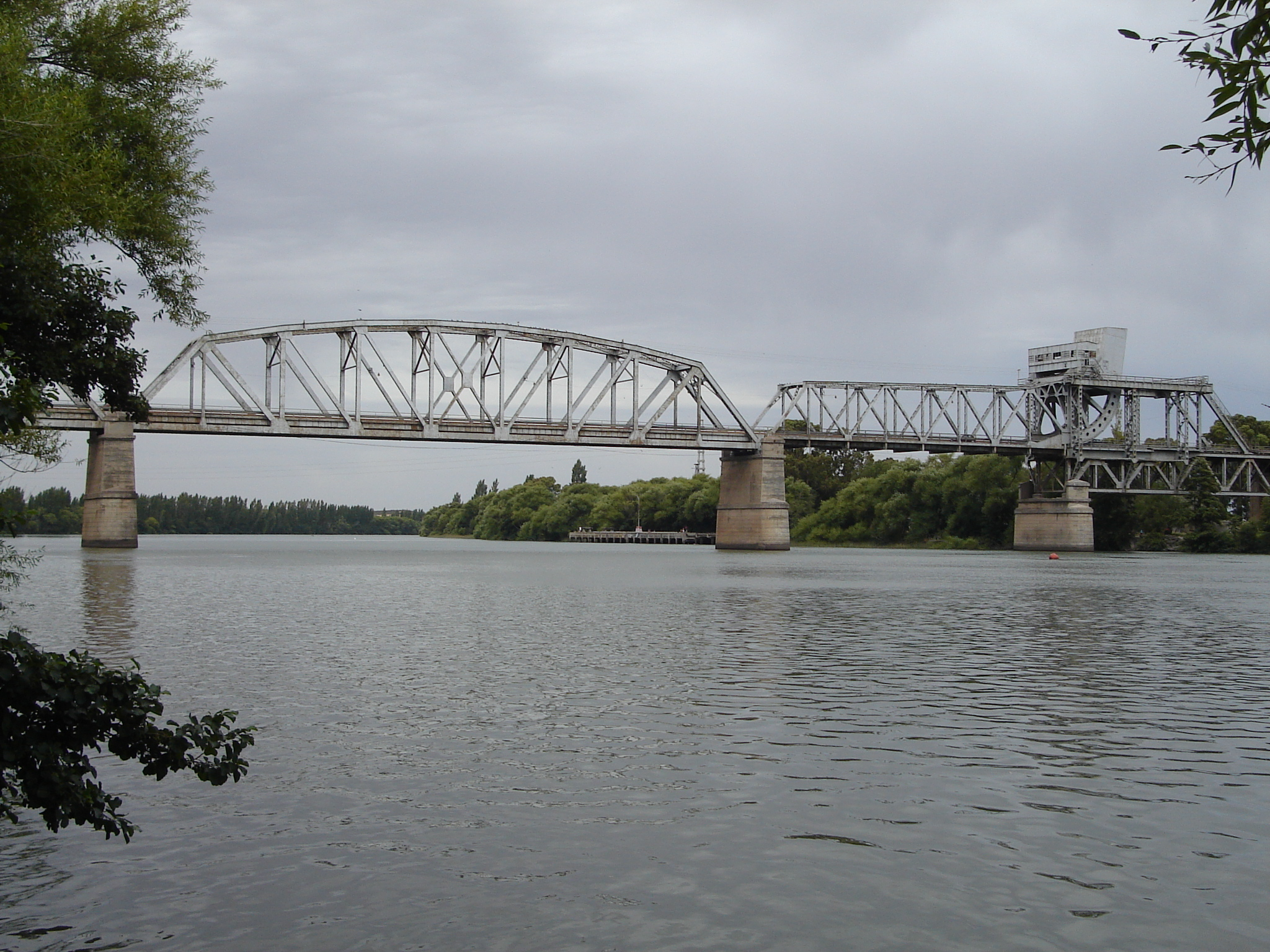
リオネグロ川の橋

ビエドマ（Viedma）は、アルゼンチンの都市。人口は6万0476人（2022年）。リオネグロ州の州都である。ネグロ川の南岸に位置し、大西洋からは川を30kmさかのぼった地点に位置する。首都ブエノスアイレスからは国道3号線で960kmはなれた地点にある。ビエドマは川の北岸にあるブエノスアイレス州のカルメン・デ・パタゴネス（Carmen de Patagones）とは双子都市をなしている。

## 歴史
ビエドマはパタゴニアで最も古い都市のひとつであり、Francisco de Biedma y NarváezによってNuestra Señora del Carmenの名で1779年4月22日に建設された。もともとカルメン・デ・パタゴネスとビエドマとはひとつの都市であり、カルメン・デ・パタゴネスと呼ばれていた。最初にFrancisco de Biedma y Narváezによって砦が作られたのは川の南岸、現在のビエドマであるが、数年後に破壊され、再建された砦は川の北側、現在のカルメン・デ・パタゴネスに移設された。この砦は長期間存在し、現在でも塔が残っているほどである。この砦を中心に町は発展し、やがて川を越えて現在のビエドマまで街が拡大した。しばらくして、川を境に街は分割された。
フリオ・アルヘンティーノ・ロカ大統領の時代、1870年代の「砂漠の征服」によってアルゼンチンの領土はパタゴニアに大きく拡大し、この街はアルゼンチン領パタゴニアの首都となった。やがてパタゴニアは分割され、リオネグロ地区が成立。初代知事だったアルバロ・バロスは、1879年にこの街の名をビエドマへと改名した。1900年の洪水時には、リオネグロの首都はChoele Choelへと一時遷されたが、すぐにビエドマへと戻された。
1980年代後半、当時の大統領である急進市民同盟のラウル・アルフォンシンは首都移転を唱え、ブエノスアイレスからビエドマへの首都移転法案を国会に提出した。1987年にこの法案は下院を通過したものの、上院が可決せず廃案となった。

## 経済
ビエドマを中心とするネグロ川下流域のの経済は牧畜が中心であり、ムラサキウマゴヤシ（アルファルファ）やタマネギ、トウモロコシなどが栽培されている。しかしながら、ビエドマの最大の産業は州都であること、つまり行政都市としての経済活動が最も大きな割合を占めている。

## 交通
市内中心部から6km離れた所にはGobernador Castello空港があり、ブエノスアイレスやバリローチェ、ネウケン、プエルト・マドリン、トレリュー、コモドロリバダビア、マルデルプラタなどの国内各都市にフライトがある。空港の年間利用者は3万人にのぼる。街から30km下流には大西洋があり、エルコンドル・ビーチリゾートがあって多くの観光客が訪れる。

## 気候
この街はステップ気候である。
| ビエドマの気候                                                     | ビエドマの気候 | ビエドマの気候 | ビエドマの気候 | ビエドマの気候 | ビエドマの気候 | ビエドマの気候 | ビエドマの気候 | ビエドマの気候 | ビエドマの気候 | ビエドマの気候 | ビエドマの気候 | ビエドマの気候 | ビエドマの気候 |
| 月                                                                 | 1月            | 2月            | 3月            | 4月            | 5月            | 6月            | 7月            | 8月            | 9月            | 10月           | 11月           | 12月           | 年             |
| ------------------------------------------------------------------ | -------------- | -------------- | -------------- | -------------- | -------------- | -------------- | -------------- | -------------- | -------------- | -------------- | -------------- | -------------- | -------------- |
| 平均最高気温 °C （°F）                                             | 30.3 (86.5)    | 28 (82)        | 24.3 (75.7)    | 20 (68)        | 16.4 (61.5)    | 12.2 (54)      | 11 (52)        | 13.7 (56.7)    | 17.8 (64)      | 20.2 (68.4)    | 24.5 (76.1)    | 28.4 (83.1)    | 20.7 (69.3)    |
| 日平均気温 °C （°F）                                               | 22.9 (73.2)    | 21.4 (70.5)    | 17.7 (63.9)    | 13.4 (56.1)    | 10.5 (50.9)    | 7 (45)         | 6.5 (43.7)     | 8.8 (47.8)     | 11.7 (53.1)    | 14.1 (57.4)    | 17.9 (64.2)    | 21.3 (70.3)    | 14.5 (58.1)    |
| 平均最低気温 °C （°F）                                             | 15.5 (59.9)    | 14.8 (58.6)    | 11.2 (52.2)    | 6.8 (44.2)     | 3.7 (38.7)     | 1.8 (35.2)     | 2.2 (36)       | 4 (39)         | 5.7 (42.3)     | 8 (46)         | 11.3 (52.3)    | 14.2 (57.6)    | 8.2 (46.8)     |
| 降水量 mm （inch）                                                 | 45 (1.77)      | 42 (1.65)      | 57 (2.24)      | 44 (1.73)      | 31 (1.22)      | 23 (0.91)      | 24 (0.94)      | 20 (0.79)      | 27 (1.06)      | 32 (1.26)      | 20 (0.79)      | 18 (0.71)      | 383 (15.08)    |
| 出典：Average high, low and precipitation from the Weather Channel |                |                |                |                |                |                |                |                |                |                |                |                |                |